# 盧信
盧 信（ろ しん）は中華民国の政治家・ジャーナリスト・実業家。清末から革命派人士として活動し、後に北京政府で要人となる。字は信公。筆名は梭功。

## 事跡
1903年（光緒29年）、香港『中国日報』記者となり、あわせて興中会に加入した。1905年（光緒31年）9月、中国同盟会香港分会に加入している。同年冬、日本に留学し、東京で『大江日報』を創設して革命宣伝に努めた。
1907年（光緒33年）、孫文（孫中山）の推薦によりサンフランシスコへ向かい、同盟会の機関紙である『民生日報』主編となる。この後も、各種メディア媒体を主催・創設して、梁啓超ら保皇派と激しく論戦を繰り広げた。1911年（宣統3年）5月、香港『中国日報』社長に就任している。
辛亥革命以後、同盟会広東支部長、南京臨時政府参議員などに就任する。1913年（民国2年）、参議院議員となる。また、唐紹儀が創設した金星人寿保険公司の副主席にもなった。翌年冬、やはり唐が創設した水火保険公司で総経理となっている。1917年（民国6年）、孫文に随従して護法運動に参加し、大元帥府参議などをつとめた。
1922年（民国11年）8月から1か月間だけ、唐紹儀臨時内閣で署理農商総長となるが、実際に就任しなかった（代理は次長の江天鐸）。1926年（民国15年）3月、賈徳耀内閣で、馬君武の後任として司法総長に就任した。しかし、わずか1か月で辞任している。
1933年（民国22年）6月12日、死去。享年49（満47歳）。